# Lilongué

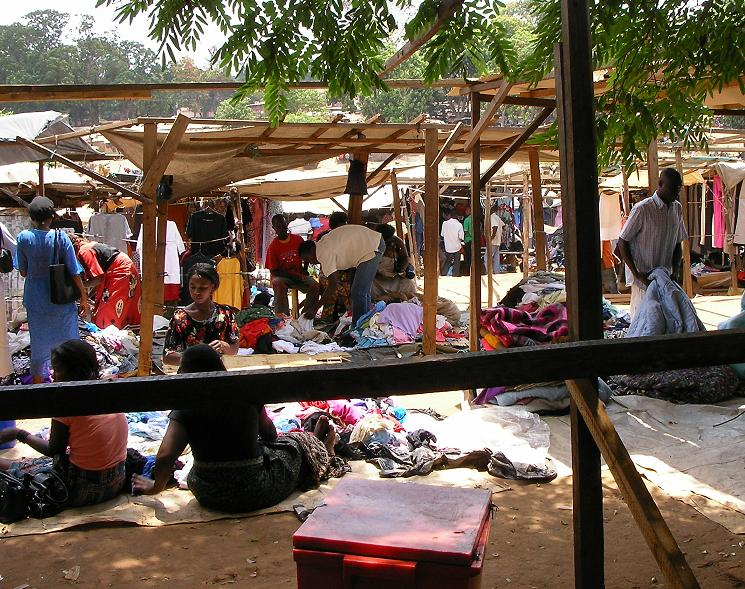
Mercado em Lilongué

Lilongué, Lilôngue, Lilóngue, Lilongue ou Lilongwe é, desde 1975, a Capital do Maláui, país localizado no continente Africano. Localizada na zona centro-sul do país, Lilongué é também a capital da Região Central do Maláui e do distrito de Lilongué. A população de Lilongué é de 1.077.116 habitantes segundo o censo de 2015.
Fundada em 1906, Lilongué substituiu, em 1975, a antiga capital nacional, Zomba, menos centralizada e mais ao sul do país.

## História

### Período colonial
Lilongué foi fundada em 1906 às margens do rio Lilongué, inicialmente como um assentamento para os comerciantes asiáticos, seu clima ameno atraiu rapidamente as empresas europeias, tornando-se um centro administrativo colonial britânico no início do século XX. Devido à sua localização na rota norte-sul principal do país e na estrada rumo a Rodésia do Norte (atualmente Zâmbia), concluída em 1909, Lilongué se tornou a segunda maior cidade do Maláui. Na década de 1930, Lilongué ostentava um hotel, um hospital, um clube desportivo europeu, uma mesquita e um clube desportivo muçulmano construídos pela próspera comunidade asiática de negócios residente na cidade. Em 1947, Lilongué adquiriu o estatuto de cidade.

### Após a independência do Maláui
Na época da independência do Maláui (1964), Lilongué, com uma população em torno de 20 000, era a segunda cidade do país, atrás apenas de Blantire, e sua posição central definiu sua escolha para substituir Zomba, que era a capital desde a era colonial. Em 1 de janeiro de 1975, a capital do país foi oficialmente transferida para Lilongué pelo antigo presidente Hastings Kamuzu Banda, embora que inicialmente somente concentrasse os poderes judiciário e executivo, enquanto que Zomba ainda sediava o poder legislativo nacional. A Cidade Capital foi construída com o objetivo de abrigar a capital (com financiamento parcial do África do Sul) a poucos quilômetros a norte da já existente cidade antiga.
O poder legislativo permaneceu em Zomba até 1994, quando a Assembleia Nacional mudou-se finalmente para Lilongué. A partir de então Lilongué torna-se a capital de facto e de jure do país.

### Dias atuais
Comumente conhecida como uma "capital dormitório" desde janeiro de 1975, Lilongué evoluiu para uma capital completa, quando o recém-eleito presidente Bingu Wa Mutharika exigiu que todos os escritórios do governo se mudassem para Lilongué após as eleições presidencial e parlamentar de maio de 2004. Desde 2008, a população da cidade superou a de Blantire. Lilongué é atualmente o centro político do Maláui, mas Blantire continua a ser a capital econômica.

## Geografia
Lilongué está localizada em uma planície interna 80 km a oeste da extremidade sul do lago Maláui, nas coordenadas 13°59'23" Sul e 33°47'19" Leste. Possui uma área de 456 km²  e uma altitude de 1024 metros. Lilongué é cortada pelo rio Lilongué.

### Áreas
A cidade tem muitos bairros conhecidos como áreas (areas). As áreas são numeradas de 1 a 58 (de acordo com o censo de 2008) e pode aumentar a medida que a cidade cresce. As áreas não são necessariamente numeradas consecutivamente de uma área para outra.
Algumas áreas que se destacam são:
- Área 1: É o centro da cidade, de longe a área mais moderna e desenvolvida de Lilongué. Muitos bancos (Stanbic - ou Standard Chartered, National Bank of Malawi, Nedbank, Banco de Reserva do Maláui), missões diplomáticas, hotéis exclusivos (Sunbird Capital Hotel), escritórios de companhias aéreas (incluindo South African Airlines, Ethiopian Airlines, British Airways, Kenya Airways) e escritórios corporativos internacionais estão localizados no centro da cidade;
- Área 2: Cidade Velha (Norte da área 1), mais próxima do centro da cidade, bairro comercial próspero, frequentado principalmente por moradores locais; roupas, comida local, mantimentos de estilo ocidental, autopeças, materiais de construção, bicicletas e acessórios estão disponíveis nesta área; abriga o principal mercado local de Lilongué, duas grandes mesquitas e uma estação de micro-ônibus;
- Área 3 e Área 9: Cidade Velha (oeste da área 1) - margem oeste do rio Lilongué, grandes e ricos bairros residenciais, bares estrangeiros, hotéis como o Hotel Lilongué, lojas e restaurantes de estilo ocidental, clínicas privadas estrangeiras (Moyo Wathanzi na Likuni Road - Dr. Huber de Amsterdam);
- Área 47: Abriga um campus da African Bible College, um pequeno estádio (Silver stadium) e uma unidade da Children of the Nations (COTN), uma organização internacional sem fins lucrativos dedicada a cuidar de crianças órfãs e carentes.
- Outras áreas de densidade residencial média a baixa são as de números 6, 12, 11, 43, 10, 44. Há também as áreas 15 e 18 que são de densidade média a alta. A área 15, em particular, tem cerca de 250 bangalôs e casas de classe média.

Enquanto que as áreas mencionadas acima são ricas, seguras e modernas, muitos cidadãos de Lilongué vivem em casas de baixo padrão/não permanentes em diversas áreas, muitas vezes sem eletricidade ou água corrente.

### Clima
Lilongué apresenta um clima subtropical úmido com verões agradavelmente quentes e invernos amenos. Devido à altitude, as temperaturas são mais baixas do que seria esperado para uma cidade situada nos trópicos. Lilongué apresenta uma curta estação úmida que se estende de dezembro a março e uma estação seca longa, que cobre a maior parte do restante do ano, principalmente junho e julho, que são mais frios que o resto do ano. No entanto, ocorrem aguaceiros durante a estação chuvosa, em torno de 200 milímetros de chuva nos meses mais úmidos, janeiro e fevereiro.
| Dados climatológicos para Lilongué   | Dados climatológicos para Lilongué | Dados climatológicos para Lilongué | Dados climatológicos para Lilongué | Dados climatológicos para Lilongué | Dados climatológicos para Lilongué | Dados climatológicos para Lilongué | Dados climatológicos para Lilongué | Dados climatológicos para Lilongué | Dados climatológicos para Lilongué | Dados climatológicos para Lilongué | Dados climatológicos para Lilongué | Dados climatológicos para Lilongué | Dados climatológicos para Lilongué |
| Mês                                  | Jan                                | Fev                                | Mar                                | Abr                                | Mai                                | Jun                                | Jul                                | Ago                                | Set                                | Out                                | Nov                                | Dez                                | Ano                                |
| ------------------------------------ | ---------------------------------- | ---------------------------------- | ---------------------------------- | ---------------------------------- | ---------------------------------- | ---------------------------------- | ---------------------------------- | ---------------------------------- | ---------------------------------- | ---------------------------------- | ---------------------------------- | ---------------------------------- | ---------------------------------- |
| Temperatura máxima recorde (°C)      | 32                                 | 31                                 | 32                                 | 30                                 | 31                                 | 29                                 | 29                                 | 31                                 | 33                                 | 36                                 | 36                                 | 33                                 | 36                                 |
| Temperatura máxima média (°C)        | 27                                 | 27                                 | 27                                 | 27                                 | 26                                 | 24                                 | 24                                 | 26                                 | 28                                 | 30                                 | 30                                 | 28                                 | 27                                 |
| Temperatura mínima média (°C)        | 17                                 | 17                                 | 17                                 | 14                                 | 10                                 | 7                                  | 6                                  | 8                                  | 11                                 | 14                                 | 17                                 | 18                                 | 13                                 |
| Temperatura mínima recorde (°C)      | 13                                 | 12                                 | 10                                 | 4                                  | 3                                  | −1                                 | −3                                 | −2                                 | 2                                  | 9                                  | 12                                 | 11                                 | −3                                 |
| Precipitação (mm)                    | 203,2                              | 210,8                              | 134,6                              | 38,1                               | 5,1                                | 2,5                                | 0                                  | 2,5                                | 5,1                                | 5,1                                | 76,2                               | 170,2                              | 850,9                              |
| Fonte: www.weatherbase.com 25-9-2010 |                                    |                                    |                                    |                                    |                                    |                                    |                                    |                                    |                                    |                                    |                                    |                                    |                                    |

## Demografia
De acordo com o censo realizado em 2008, a população de Lilongué era de 674 448, sendo 344 890 homens (51,1%) e 329 558 mulheres (48,9%). O censo anterior, realizado em 1998, computou 440 471 habitantes, portanto, Lilongué apresentou um crescimento populacional em dez anos de 53% o que corresponde a uma taxa de crescimento anual de 4,4%.
Outros indicadores do censo 2008:
- Taxa de mortalidade: 7,6/1000 pessoas, sendo 7,9/1000 para homens e 7,3/1000 para mulheres;[19]
- Taxa de mortalidade infantil (até um ano de idade): 63 a cada mil nascidos vivos;[19]
- Taxa de mortalidade até 5 anos (Under 5 mortality rate ou U5MR): 96 a cada mil nascidos vivos;[19]
- Expectativa de vida ao nascer: 53,9 anos para homens e 60,0 anos para mulheres;[19]
- Taxa de fecundidade: 4,9 filhos por mulher.[20]

| Distribuição da população por faixa etária | Distribuição da população por faixa etária | Distribuição da população por faixa etária | Distribuição da população por faixa etária | Distribuição da população por faixa etária | Distribuição da população por faixa etária | Distribuição da população por faixa etária | Distribuição da população por faixa etária | Distribuição da população por faixa etária | Distribuição da população por faixa etária | Distribuição da população por faixa etária | Distribuição da população por faixa etária | Distribuição da população por faixa etária | Distribuição da população por faixa etária | Distribuição da população por faixa etária | Distribuição da população por faixa etária | Distribuição da população por faixa etária | Distribuição da população por faixa etária |
| Faixa etária                               | < 1                                        | 1-4                                        | 5-9                                        | 10-14                                      | 15-19                                      | 20-24                                      | 25-29                                      | 30-34                                      | 35-39                                      | 40-44                                      | 45-49                                      | 50-54                                      | 55-59                                      | 60-64                                      | 65-69                                      | 70-74                                      | 75 ou +                                    |
| ------------------------------------------ | ------------------------------------------ | ------------------------------------------ | ------------------------------------------ | ------------------------------------------ | ------------------------------------------ | ------------------------------------------ | ------------------------------------------ | ------------------------------------------ | ------------------------------------------ | ------------------------------------------ | ------------------------------------------ | ------------------------------------------ | ------------------------------------------ | ------------------------------------------ | ------------------------------------------ | ------------------------------------------ | ------------------------------------------ |
| %                                          | 6,44%                                      | 12,43%                                     | 12,97%                                     | 11,06%                                     | 9,58%                                      | 12,09%                                     | 12,03%                                     | 8,21%                                      | 5,19%                                      | 3,18%                                      | 2,21%                                      | 1,52%                                      | 1,16%                                      | 0,69%                                      | 0,48%                                      | 0,28%                                      | 0,48%                                      |

### Religião
De acordo com o censo de 2008, 84,9% da população da cidade era cristã, 12,7% muçulmana, 1,1% pertenciam a outras religiões e 1,3% não possuíam religião.

### Habitação
Lilongué é uma cidade onde 34% das pessoas vivem em favelas, 44% nas Áreas de Habitação Tradicional (THAs, Traditional Housing areas), um programa habitacional do governo onde as residências estão se tornando rapidamente em favelas, e o restante em áreas de habitação convencional. As áreas de habitação convencional ocupam quase 80% da terra, mas compreendem apenas cerca de 20% da população.

## Economia
Lilongué é uma cidade mercantil localizada em uma região fértil do Maláui. Além do tabaco, uma da principais fontes de renda, o milho e o amendoim também se encontram entre os principais produtos agrícolas. Desde 1977, Lilongué é também o centro de um projeto de desenvolvimento rural de quase 500.000 hectares cujo objetivo é promover o desenvolvimento da agricultura e prestar serviços sociais.

## Infraestrutura

### Educação
Na educação superior, a cidade dispõe de um campus da tradicional Universidade do Maláui e sedia a Universidade de Agricultura e Recursos Naturais de Lilongué, ambas públicas.

### Transportes
Lilongué é servida por uma ampla variedade de serviços de transporte rodoviário (majoritário), ferroviário e aéreo, que a conectam ao todo o território nacional, bem como às principais cidades do continente africano.
Sua conexão ferroviária principal se dá pelo Caminho de Ferro de Sena, com o qual pode acessar o porto de Chipoka, o maior dos malauianos no lago Niassa; a mesma ferrovia dá acesso ao porto da Beira e ao porto de Nacala. Pelo Caminho de Ferro de Sena chega-se à Chipata, na Zâmbia.
A via rodoviária opera com ônibus locais e microônibus, de conexão entre a Cidade Velha, o Centro da cidade, o Aeroporto Internacional de Lilongwe e outros centros urbanos, incluindo Mzuzu e Blantire, sendo que a principal concessionária deste serviço é a empresa Companhia de Ônibus Axa. Os táxis estão disponíveis a partir dos hotéis e da Via Presidencial. A maioria das principais vias urbanas são congestionadas, contudo, recentemente, foram alargadas em vias expressas. O fluxo de tráfego melhorou após a instalação dos semáforos em cruzamentos estratégicos.
O Aeroporto Internacional de Lilongué, localizado cerca de 35 km ao norte de Lilongué, no subúrbio de Lumbadzi, oferece voos locais turbo-hélice e voos de diversas companhias aéreas para África do Sul, Quênia, Dubai e Etiópia.

## Turismo

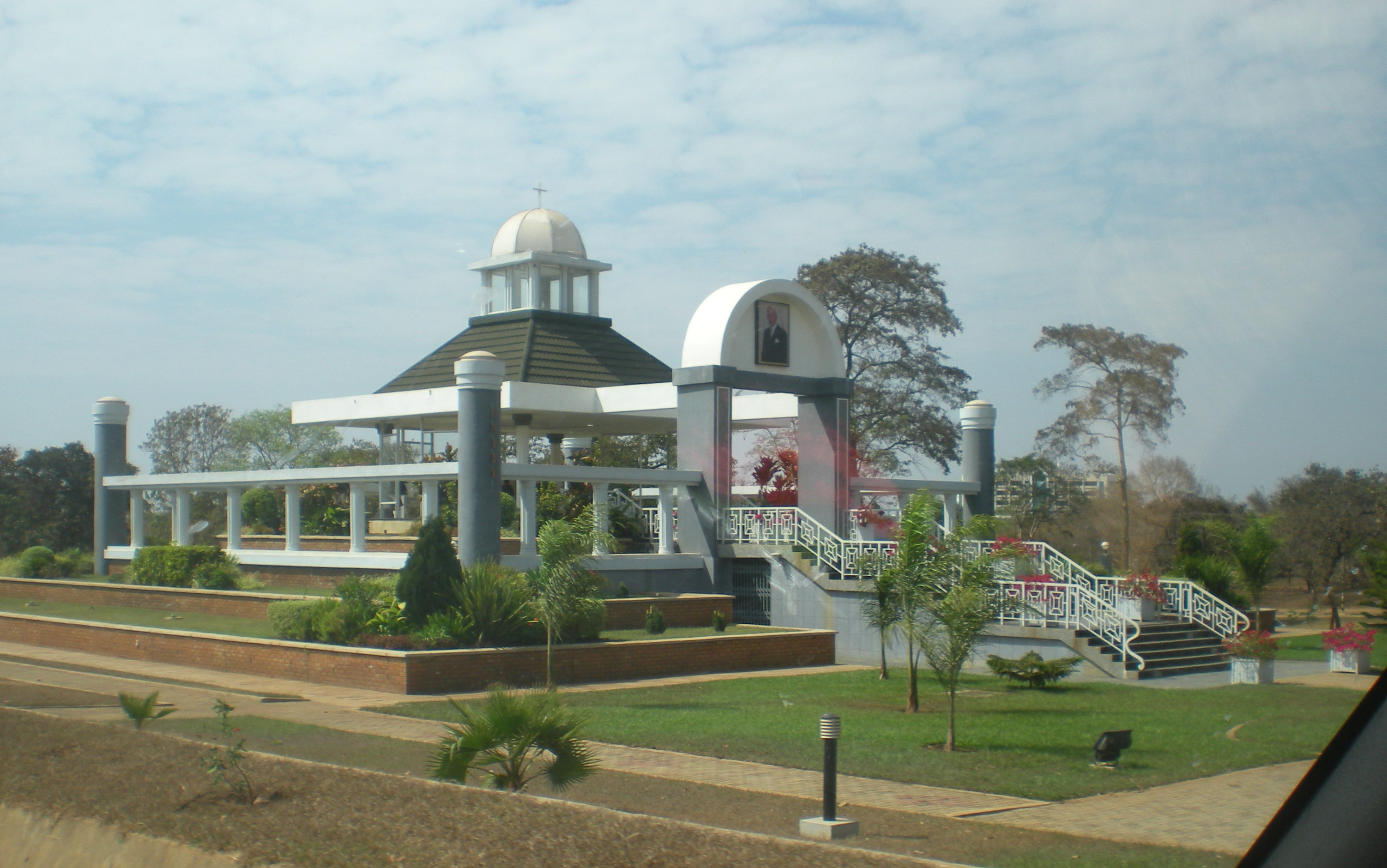
Mausoléu de Kamuzu

Em relação as atrações turísticas, Lilongué tem pouco a oferecer. O mercado na Estrada Malangalanga é muito vivo. Na cidade velha há lojas indianas. Na vizinhança está Salanjama, uma área que a diversidade de aves é notável. Nas encostas superiores há densas florestas tropicais e arbustos de Protea.
O Mausoléu de Kamuzu é o local de descanso do primeiro presidente do Maláui, Dr. Hastings Kamuzu Banda. Ele é visitado pelos habitantes locais e turistas.

## Esportes
Lilongué participou com quatro times na edição 2009/2010 do campeonato da Primeira Divisão do Malawi de futebol, também conhecido como TNM Super League, são eles: Silver Strikers, o campeão, CIVO United, 4º colocado, Blue Eagles, 10º colocado e EPAC United, 13º colocado e rebaixado.